# Loire Cotler
Lori (Loire) Cotler (New York, 14 februari 1972) is een Amerikaanse ritme-vocaliste, componiste, artiest, pedagoog en gediplomeerd muziektherapeut die bekend staat om haar uitstekende Konnakol (Zuid-Indiase vocale percussie), scatzang, vocale stijlen uit de wereldmuziek en originele Ethno Jazz Standard-interpretaties, evenals haar vocale werk op filmmuziek.

## Levensloop

### Vroege leven
Cotler werd geboren in de stad New York en groeide op in Roslyn Estates in de staat New York. Loire begon op zesjarige leeftijd piano te studeren volgens de Suzuki-methode. Ze begon instrumentale liedjes op de piano te schrijven toen ze 10 was. Loire (vernoemd naar de rivier de Loire in Frankrijk) is een bijnaam die haar is gegeven door haar beste vriend die haar sinds haar geboorte kent. Haar geboortenaam is Lori Cotler. Cotler begon haar bijnaam in 2013 als artiestennaam te gebruiken op advies van haar manager. Op 11-jarige leeftijd begon Cotlers zoektocht naar ritme als zangeres na een toevallige ontmoeting met de legendarische Cubaanse percussionist Cándido Camero in de bar mitswa van haar broer. Loire vertelt over deze ervaring tijdens het vertellen van de podcast The Power of Rhythm als gegalvaniseerd en gefixeerd toen Camero begon in een brandende solo op meerdere conga's en hoe zijn diepe, vreugdevolle uitdrukkingen door middel van ritme en authentiek contact met zijn instrument haar de mogelijkheden lieten zien om in staat te zijn om een verhaal voorbij woorden te vertellen - om een verhaal te vertellen door middel van ritme en voorbij het denken te reizen.
Cotler zong en speelde keyboards in verschillende rockbands tijdens haar tienerjaren. Zij en haar broer kregen valse identiteitsbewijzen bij de beruchte Playland in Times Square, zodat ze in muziekclubs kon komen en mic-jams kon openen op Bleecker St. in Greenwich Village. Cotlers band heette Kizmit, en kenmerkte haar originele muziek. Ze ging door met het opnemen van een studiodemo, maar tegen de tijd dat de opname onder de knie was, was Loire gebeten door de be-bop jazzmicrobe en ging ze verder met scat-zang. Er circuleren nog steeds Kizmit-tapes.

### Stem en stijl
"Rhythm Vocalist" is een term die de viervoudig Grammy-winnende percussionist Glen Velez in 2003 bedacht om de kenmerkende speelstijl van Cotler te beschrijven, die ritme gebruikt als toegangspoort tot de stem. Cotler gebruikt hybride vocale technieken, waaronder vocale percussie en woordeloze melodische improvisaties, geïnspireerd door haar studies van Joodse niggun, Midden-Oosten taksim, Centraal-Aziatische boventoonzang (khoomei), scatzang en Zuid-Indiase Konnakol als een uitvoerende rol in muzikale settings. "Toen ik tijdens mijn tienerjaren scatzang ontdekte, zag ik mijn hele leven voor me, en toen ik Konnakol ontdekte toen ik in de twintig was, wist ik dat ik de weg naar huis had gevonden", zei Loire.

### Vocaal werk voor filmmuziek
Cotlers passie voor film en filmmuziek als kind bracht haar ertoe om de open deuren van een lokaal indietheater binnen te sluipen nadat ze naar binnen was gelokt door het geluid van Vangelis Chariots of Fire hoofdthema. Toen het tijd was om een major af te kondigen aan het Berklee College of Music, had Loire al een aanvraag ingediend om een major filmmuziek te worden, maar ze bleef het uitstellen om het in te leveren. Luisteren naar muziek van Max Steiner, Ennio Morricone, James Newton Howard en Hans Zimmer op een lus en worstelend met welke weg ze moest nemen, kwam ze toevallig een cassette tegen met klassieke Indiase percussiemuziek met een drumtaalsolo. Het was op dat moment dat ze ervoor koos om op haar eigen pad te blijven om een ritmevocalist te worden.
In december 2017 kwam haar droom om samen te werken met filmcomponisten rond nadat ze werd voorgesteld aan de Oscar-winnende componist Hans Zimmer door de zangeres en vocale contractant Edie Lehmann Boddicker en de legendarische toetsenist Michael Lehmann Boddicker.
Cotlers samenwerking met Zimmer en zijn Remote Control Productions-team, waaronder componisten, Steve Mazzaro, David Fleming en Andy Page, leidde tot haar vocale werk aan X-Men: Dark Phoenix (Original Motion Picture Soundtrack), Xperiments from Dark Phoenix (soundtrackalbum) en Dune uit 2021 van filmregisseur Denis Villeneuve. In 2020 introduceerde Zimmer het werk van Cotler aan zijn oude medewerker en vriend, Grammy-winnende en meervoudig voor een Oscar genomineerde filmcomponist James Newton Howard. Kort daarna begon Cotler op afstand samen te werken met Howard als de vocale solist op zijn soundtrack voor de doorbraak Disney-film Raya and the Last Dragon.

### Samenwerkingen en optredens
Cotler heeft optredens over de hele wereld gehad. Sinds 2004 toert ze met haar kernduo-project met Glen Velez en is ze ook een solist geweest in tal van uitvoeringen, variërend van volledige orkesten tot kleine ensembles, waaronder: Taipei Chinese Orchestra, National Chinese Orchestra, American Composers Orchestra, Parco della Musica Contemporanea Ensemble, Nederlandse Reisopera, La Notte della Taranta Popular Orchestra, Fulcrum Point New Music Project, Nederlands Blazers Ensemble, Long Beach Opera, Ensemble Fisfüz - in zalen, zoals: Carnegie Hall's Zankel Hall, The Tonhalle, The Music Academy (Chennai), Auditorium Parco della Musica, Muziekgebouw, Slowaaks Radio Theater, The Met Museum en Paradiso (Amsterdam). Ze trad op op tal van livemuziekfestivals, met name: Ravenna Festival en Tamburi Mundi (Freiburg). In 2014 trad ze op voor 150.000 toehoorders in La Notte Della Taranta, haar grootste publiek tot dan toe.
In mei 2019 werd Loire door de Amerikaanse ambassade uitgenodigd om muziek van haar album 18 Wings (Daftof) uit te voeren naar het idee van de toen nog zittende Amerikaanse ambassadeur in Slowakije, Adam Sterling. Loire werd vergezeld door Glen Velez en cellist Jozef Luptak tijdens een privéconcert dat plaatsvond in de residentie van de ambassadeur in Bratislava en waarin Cotler en Velez een opwindende ritmische herinterpretatie van The Great American Songbook vertoonden. Sinds 2012 is Cotler de soliste in The News: een reality-opera van de Nederlandse avant-popcomponist JacobTV en wordt ze gecrediteerd voor het componeren van vocale partijen voor de aria's Bounce of Decline en Lamento.
Cotler onderhoudt een actief tourschema in haar duo met Glen Velez en is ook een kernlid van Glen's Handance Ensemble met Shane Shanahan en Yousif Sheronick. Ze deelde het podium met musici van wereldklasse Lew Soloff, Howard Levy, Avi Avital, Chitravina Ravikiran, Eugene Friesen, Sonny Fortune, Jozef Luptak, Milica Paranosic, Kepa Junkera, Javier Paxariño, Murat Coşkun en Enzo Rao. Ze heeft werken uitgevoerd en opgenomen van bekroonde componisten Edward Bilous en Robert Miller en haar kenmerkende geluid is te horen op muziekopnames, tv-commercials, danspartituren en lange documentaires en blockbuster filmmuziek.
Cotlers live-optredens omvatten radio- en televisie-uitzendingen op de Spaanse nationale radio 4, de Duitse openbare radio, de Italiaanse nationale radio 3, Radio Freistadt (Oostenrijk), DRS (Zwitsers-Duitse nationale radio), WNYC, de nationale openbare radio, KPFK Los Angeles, KITV Hawaii, PBS, Rai Italia TV, Taipei National Television en CBS 2.
Haar debuutalbum 18 Wings (Daftof) werd tijdens de COVID-19-pandemie digitaal uitgebracht als eerbetoon aan de 30e verjaardag van de dood van haar vader. 18 Wings bevat meerdere Grammy-artiesten van TRIO GLOBO - Howard Levy, Eugene Friesen en Glen Velez en belicht originele muziek die is gecomponeerd en gearrangeerd met Glen Velez, evenals hun wereldwijde ritmische draai aan The Great American Songbook.

### Opleiding
Cotler ging naar Long Island High School for the Arts, een begaafde magneetschool voor uitvoerende kunsten. Ze werd gekozen als erespreker en performer tijdens de diploma-uitreiking. Daarna behaalde ze een bachelor in muziek aan het Berklee College of Music in Boston, gevolgd door een master in muziektherapie aan de New York-universiteit. Tijdens haar tienerjaren heeft Cotlers jazzmentor Dave Burns haar kennis laten maken met scat-zang. Hij erkende dat Loire een ongewone aanleg had voor de vocale reproductie van complex en uptempo instrumentaal materiaal. Cotler noemt haar mentor en echtgenoot Glen Velez en zijn Handance-methode als de grootste invloed op haar benadering van muziek. Ze begon Konnakol te leren van Velez toen hun muzikale samenwerking begon in 2002. Ze studeerde ook bij Konnakol-meester Ghatam Subash Chandran en kort bij Vinod (VR) Venkataram. Andere invloedrijke docenten zijn onder meer piano- en klavecimbelvirtuoos Barbara Kupferberg en jazzvocalisten Bob Stoloff, wijlen Mili Bermajo en Dominique Eade. Cotler is uitgenodigd om masterclasses en workshops te geven aan de Juilliard School en andere prestigieuze conservatoria en universiteiten over de hele wereld.

### Muziektherapie
Cotler was een professor in muziektherapie aan The New School (2001-2007) en werkte veel in klinieken, ziekenhuizen, waaronder gesloten psychiatrische afdelingen in New York. Ze heeft gewerkt met populaties als volwassen psychiatrie, pleegkinderen/risicotieners, autisme en hersenletsel. Ze blijft haar talenten lenen om liefdadigheidsinstellingen voor muziektherapie te ondersteunen en heeft actief samengewerkt met Sounding Joy Music Therapy in Hawaï en Japan. Loire's werk op het gebied van de geestelijke gezondheidszorg had een grote invloed op haar benadering van muziek. Haar klinische werk inspireerde haar om ritme en muziek op meer beschrijvende manieren te zien, zoals "wat is het ritme van angst", of "wat zijn de syncopen van schizofrenie", "wat zijn de kleuren van depressie", "wat is de hartslag van borderline persoonlijkheidsstoornis."

### Privé
Cotler is openlijk biseksueel sinds de middelbare school. Ze had een langdurige relatie met een vrouw die een grote invloed had op haar stoppen met haar fulltime baan, en vertelde haar dat het tijd was om haar muziek en stem naar de wereld te brengen. Ze deed ter plekke haar bericht. Cotlers bewustzijn van de genezende kracht van muziek begon al vroeg in haar leven. Ze wendde zich vaak tot het schrijven van liedjes en improvisatie als een manier om de tragische dood van haar goede vriend te verwerken, die op 15-jarige leeftijd tijdens het fietsen op zijn fiets om het leven kwam. Een paar dagen na de 18e verjaardag van Cotler sloeg het noodlot opnieuw toe toen haar vader op 18 februari 1990 overleed, op 45-jarige leeftijd. Cotlers debuut solo-opname 18 Wings (Daftof Records) werd in 2020 uitgebracht als een eerbetoon aan haar geliefde vader. Het album bevat meerdere Grammy-artiesten, waaronder Howard Levy, Eugene Friesen en Glen Velez. Het belicht originele muziek die samen met Glen Velez is gecomponeerd en gearrangeerd, samen met haar ritmejazz-remake van The Great American Songbook. In de liner notes zegt ze: "Ritme en stem zijn mijn eigen vleugels - ze zijn hoe ik reis naar lettergrepen die verder gaan dan het denken, een onbewuste taal."

## Discografie

### Studio-opnames
- 2003 - AfroMantra "Alignment" (Mambo Maniacs Record) Lori Cotler wordt gekenmerkt op "Transparencias" (componist Alex Garcia)
- 2003 - "Elephant Hotel" (Daftof Records); Glen Velez en Lori Cotler
- 2005 - "Rhythms of Awakening" Glen Velez (SoundsTrue)
- 2006 - "Hiri" (Elkar) Kepa Junkera; Lori Cotler vermeld op "Tatihou"
- 2008 - "Rhythms of the Chakras Vol. 2" Glen Velez (SoundsTrue)
- 2009 - "Breathing Rhythms Duo" (Daftof Records); Glen Velez en Lori Cotler
- 2010 - "Herria" (Elkar/Warner Bros.) Kepa Junkera; Lori Cotler vermeld op "Markesaran Alaba"
- 2013 - (single release) "Cucurrucucú Paloma"[1]
- 2016 - "Instants of Time" van Enrique Haneine
- 2020 - "Echos" (Sívac Records); Ehlis, Yaremko, Velez + Loire Cotler[2]
- 2020 - "18 Wings" (Daftof Records)[3]

### Filmmuziek
- 2001 - "In an Instant" (Film van Bruce Ashley; Muziek van Lori Cotler en Nik Leman)
- 2005 - "Why We Fight"  (Film van Eugene Jarecki; Componist Robert Miller)
- 2009 - Documentaire "Renewing Creativity: Renewing American Culture - The Pursuit of Happiness"
- 2019 - "X-Men Dark Phoenix (Original Motion Picture Soundtrack)" van Hans Zimmer
- 2019 - "Xperiments from Dark Phoenix" van Hans Zimmer
- 2019 - "Coup 53" van Robert Miller
- 2020 - "Hillbilly Elegy" filmmuziek en soundtrack van Hans Zimmer & David Fleming
- 2020 - "Raya and the Last Dragon" filmmuziek en soundtrack van James Newton Howard
- 2021 - "Dune" filmmuziek en soundtrack van Hans Zimmer
- 2022 - "The Sandman" muziek en soundtrack van David Buckley
- 2024 - "Dune: Part Two" filmmuziek en soundtrack van Hans Zimmer (Only i will remain)